# Son by Four (álbum)
Son by Four es el título del segundo álbum de estudio homónimo grabado por el grupo puertorriqueño Son by Four. Fue lanzado al mercado bajo el sello discográfico Sony Discos el 1 de febrero de 2000. El álbum tuvo como productor general a Omar Alfanno, y contó con producciones de Alejandro Jaén, Sergio George y Byron, además cuenta con la colaboración de la Miami Symphony Orchestra. El álbum fue nominado para el Premio Grammy al mejor álbum de salsa en los 43°. entrega anual de los Premios Grammy celebrados el miércoles 21 de febrero de 2001 y obtuvo una nominación para los Premios Grammy Latinos al mejor álbum música tropical. Llegó al número 1 en las listas de Billboard Top Latin Albums y Billboard Tropical Albums. 
El sencillo principal del álbum, «A puro dolor», este último fue los temas principales dos telenovelas, primero fue el tema principal de la telenovela mexicana de la cadena TV Azteca La calle de las novias (2000), protagonizada por Sergio Basáñez, Juan Manuel Bernal, Silvia Navarro y Fabiola Campomanes y segundo, fue el tema principal de la telenovela venezolana de la hoy extinta cadena de televisión RCTV Mis 3 hermanas (2000), protagonizada por Scarlet Ortiz y Ricardo Álamo. El álbum fue nominado a los Premios Grammy Latinos a la mejor canción tropical en la 1°. entrega de los Premios Grammy Latinos celebrada el miércoles 13 de septiembre de 2000.

## Lista de canciones
Producción general del álbum: Omar Alfanno
- Edición original 2000[2]

| N.º | Título                          | Escritor(es)                               | Productor                               | Duración |  |
| 1.  | «A puro dolor»                  | Omar Alfanno                               |                                         | 4:23     |  |
| 2.  | «Pero eres tú»                  | Pedro Quiles                               |                                         | 4:11     |  |
| 3.  | «Sofía»                         | Omar Alfanno                               | Sergio George                           | 4:18     |  |
| 4.  | «Poca mujer»                    | Jorge Montes                               |                                         | 4:26     |  |
| 5.  | «¿Qué está pasando?»            | Omar Alfanno                               |                                         | 4:08     |  |
| 6.  | «Mi corazón te recuerda»        | Omar Alfanno                               |                                         | 4:59     |  |
| 7.  | «¿Dónde está tu amor?» (Balada) | Alejandro Jaén                             | Alejandro Jaén                          | 4:32     |  |
| 8.  | «Lo que yo más quiero»          | Omar Alfanno                               |                                         | 4:49     |  |
| 9.  | «¡Cómo decírcelo!»              | Jorge Montes                               |                                         | 4:05     |  |
| 10. | «Lo que yo no tengo»            | Mickey Perfecto · Rodolfo Barreras & Byron | Byron                                   | 4:56     |  |
| 11. | «Muévelo»                       | Ángel López                                |                                         | 3:29     |  |
| 12. | «Lunática»                      | José A. Valladares · Sonny Hernández       |                                         | 5:00     |  |
| 13. | «A puro dolor» (Versión balada) | Omar Alfanno                               | Alejandro Jaén                          | 3:32     |  |
| 14. | «Sofía» (Remix)                 | Omar Alfanno                               | Sergio George · DJ Lucho (coproducción) | 4:33     |  |

- Pista adicional en la reedición de 2000[3]

| N.º   | Título                                      | Escritor(es)                              | Duración |  |
| 15.   | «Purest of Pain (A puro dolor)» (Spanglish) | O. Alfanno/Trasl. ing.: E. Ender-M. Llord | 3:30     |  |
| 61:44 |                                             |                                           |          |  |

## Créditos y personal
- Son By Four - Vocals
- Keith Thomas - Arreglista
- Manny Benito - Coordinación
- Ed Calle - Arreglista
- Mike Fuller - Mastering
- Jorge Laboy - Guitarra
- Lee Levin - Batería
- César Sogbe - Ingeniero, Mezcla
- Rafael Padilla - Precusión
- Bruce Weeden - Mezcla
- Bill Whittington - Ingeniero, Mezcla
- Tony Concepción - Trompeta
- Dana Teboe - Trombón
- Fernando Muscolo - Teclados, Programación
- Chago Martínez - Timbales
- Marcello Azevedo - Guitarra (Acústica), Bajo, Arreglista, Guitarra (Eléctrica), Programación
- Jorge Calandrelli - Arreglos de cuerda
- Randy Cantor - Programación Teclado
- Manny López - Guitarra
- Miami Symphonic Orchestra - Orquesta

## Posicionamiento en las listas
| Lista (2000/2001)                    | Máxima posición |
| ------------------------------------ | --------------- |
| U.S. Billboard 200                   | 94              |
| U.S. Billboard Top Latin Albums      | 1               |
| U.S. Billboard Tropical/Salsa Albums | 1               |

### Sucesión y posicionamiento
| Predecesor: MTV Unplugged de Shakira                | U.S. Billboard Top Latin Albums — Álbum N°. 1 (Primera vuelta) 29 de abril de 2000 - 5 de mayo de 2000            | Sucesor: Guerra de estados pesados de Varios artistas |
| Predecesor: Entre tus brazos de Alejandro Fernández | U.S. Billboard Top Latin Albums — Álbum N°. 1 (Segunda vuelta) 20 de mayo de 2000 - 9 de junio de 2000            | Sucesor: Alma caribeña de Gloria Estefan              |
| Predecesor: Alma caribeña de Gloria Estefan         | U.S. Billboard Top Latin Albums — Álbum N°. 1 (Tercera vuelta) 29 de julio de 2000 - 15 de septiembre de 2000     | Sucesor: Galería Caribe de Ricardo Arjona             |
| Predecesor: Galería Caribe de Ricardo Arjona        | U.S. Billboard Top Latin Albums — Álbum N°. 1 (Cuarta vuelta) 23 de septiembre de 2000 - 29 de septiembre de 2000 | Sucesor: Mi reflejo de Christina Aguilera             |

| Predecesor: Desde un principio: from the beginning de Marc Anthony | U.S. Billboard Tropical/Salsa Albums — Álbum N°. 1 (Primera vuelta) 15 de abril de 2000 - 9 de junio de 2000   | Sucesor: Alma caribeña de Gloria Estefan                         |
| Predecesor: Alma caribeña de Gloria Estefan                        | U.S. Billboard Tropical Salsa/Albums — Álbum N°. 1 (Segunda vuelta) 29 de julio de 2000 - 19 de enero de 2001  | Sucesor: Wow! flash de Elvis Crespo                              |
| Predecesor: Wow! flash de Elvis Crespo                             | U.S. Billboard Tropical Salsa/Albums — Álbum N°. 1 (Tercera vuelta) 27 de enero de 2001 - 9 de febrero de 2001 | Sucesor: Bachatahits 2001 de Varios artistas                     |
| Predecesor: Instinto y deseo de Víctor Manuelle                    | U.S. Billboard Tropical Salsa/Albums — Álbum N°. 1 (Cuarta vuelta) 24 de febrero de 2001 - 9 de marzo de 2001  | Sucesor: Colección Romántica de Juan Luis Guerra & su banda 4.40 |